# Gali (distrikt)
Gali (georgiska: გალის მუნიციპალიტეტი) är ett distrikt i Georgien. Det ligger i den autonoma republiken Abchazien, i den nordvästra delen av landet, 270 km väster om huvudstaden Tbilisi.
I Galidistriktet finns bland annat floden Eristsqali med Galireservoaren.